# 蜂須賀隆重
蜂須賀 隆重（はちすか たかしげ）は、阿波富田藩の初代藩主。

## 生涯
正保元年（1644年）5月7日父忠英の願い出により、徳川家綱の小姓になる。同年5月11日、将軍徳川家光に御目見する。慶安4年（1651年）8月16日、従五位下飛騨守に叙任する。明暦3年（1657年）3月15日、幕府の詰衆に列し、蔵米3000俵を賜る。
寛文6年（1666年）、幕府から若年の徳島藩主蜂須賀綱通の補佐を命じられる。寛文12年（1672年）9月28日、補佐を辞職する。
延宝6年（1678年）10月7日、幕府から若年であった徳島藩主蜂須賀綱矩の補佐を命じられる。元禄4年（1691年）閏8月28日、補佐を辞職する。
延宝6年10月19日、綱矩から阿波・淡路国などに5万石を分与され、支藩である富田藩を立藩する。なお、蔵米3000俵は返上している。同延宝6年11月8日、詰衆を退任する。
元禄元年（1688年）4月14日、雁間詰となる。以後、代々の当主は雁間詰となる。
- 呉服橋の蜂須賀飛騨守邸の隣には赤穂事件当事者である吉良上野介屋敷があった。吉良は御役御免願いを申出て本所に屋敷替えとなった後に、移転先で赤穂浪士の討入りに遭う。[1]

宝永2年12月26日（1706年1月）に隠居し、養子の隆長に家督を譲る。以後、寛楽と号する。
宝永4年（1707年）8月24日に死去、74歳。
墓所は東京都台東区松が谷の海禅寺。正室は横浜市戸塚区の盛徳寺に眠る。

## 系譜
- 父：蜂須賀忠英
- 母：齢昭院 - 小笠原忠脩の娘・小笠原忠真の養女
- 正室：清田氏
  - 長男・蜂須賀正上
  - 長女：高林院、千代鶴(1665-1678) - 井伊直興婚約者、蜂須賀光隆養女
  - 次女 - 松平頼貞正室
- 側室：某氏
  - 三女・菊姫：内藤信輝正室
  - 四女
  - 五女
  - 六女
  - 七女・春姫：南部利幹正室、蜂須賀隆長養女